# 國立臺灣藝術教育館
25°01′54″N 121°30′42″E / 25.031672°N 121.511775°E
國立臺灣藝術教育館（簡稱藝教館），位於臺灣臺北市中正區南海學園，隸屬中華民國教育部，為推廣藝術教育之文教機構，負責藝術教育之研究、推廣與輔導任務。

## 簡介
本館隸屬於教育部，為推廣學校藝術教育之國立文教機構。本館負責推動台灣藝術教育之研究、推廣與輔導任務，著重於藝術之教育層面，包括學校一般藝術教育與專業藝術教育。
本館設有室內、外劇場各1座及3間展覽室。

### 南海書院

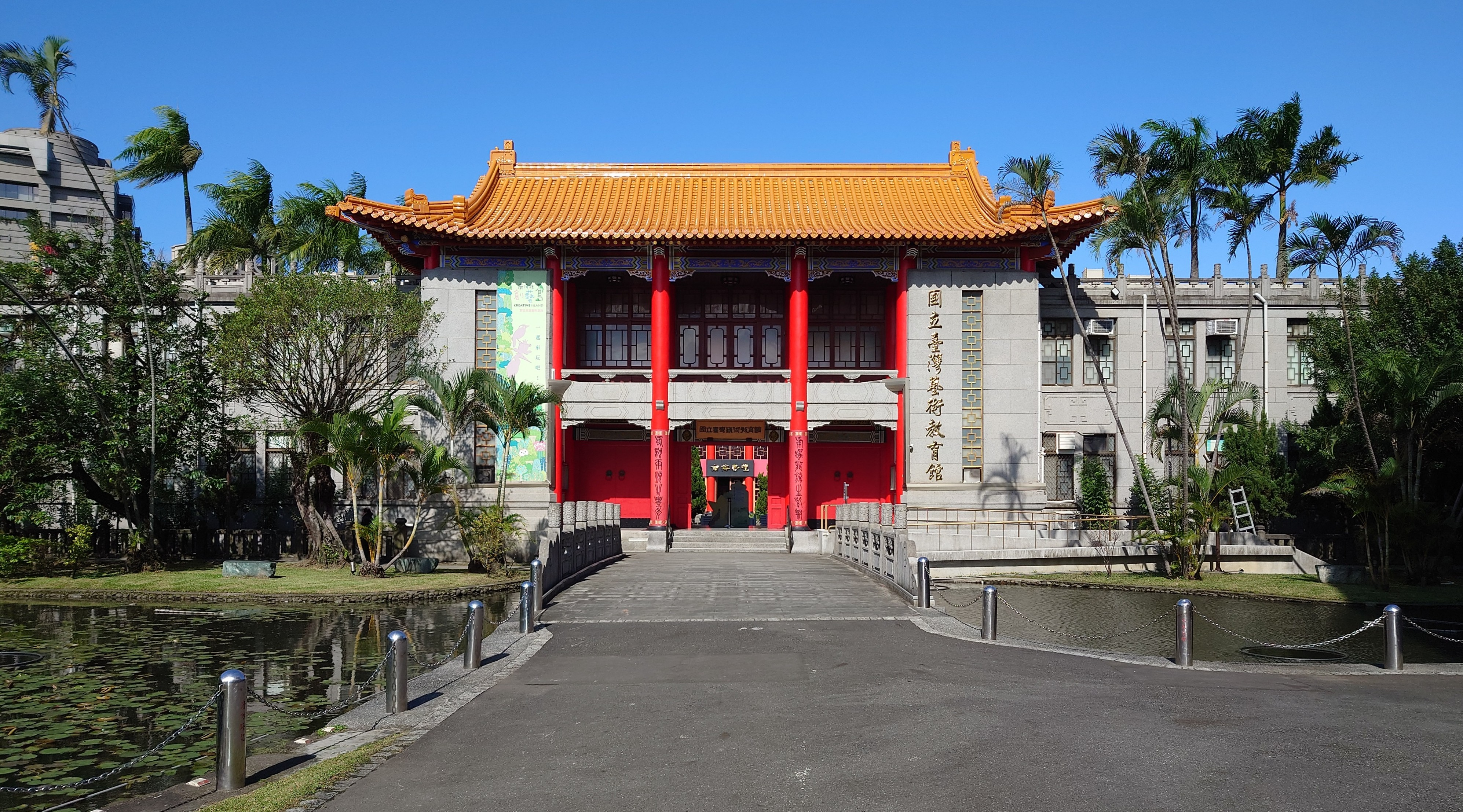
南海書院作為藝教館本部

南海書院由建功神社遺址改建，歷經國語日報推行委員會、國立中央圖書館、國立教育資料館、國家人權紀念館籌備處等單位之進駐與使用。
第1、2展覽室位於本館南海書院後棟，總面積約336.29平方公尺，採挑高圓形造形，挑高中庭其左右及後側並設有五個區域的小型展覽室。
第3展覽室位於本館南海書院左棟，面積約48坪。

### 南海劇場
南海劇場為一鏡框式結構劇場，面積479平方公尺，挑高6.9公尺，設有508席位。

南海劇場(原國立臺灣藝術館)
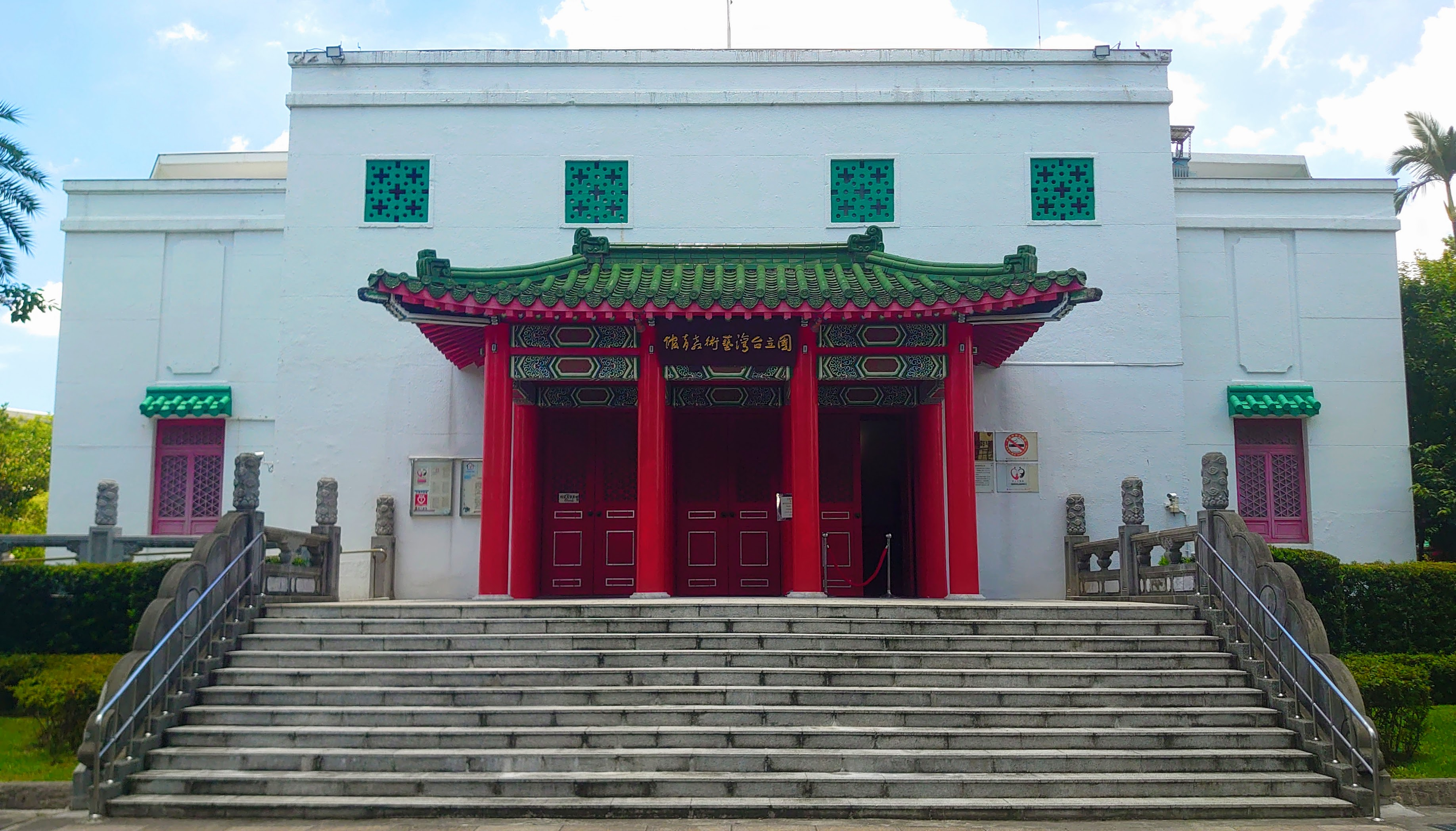
劇場入口
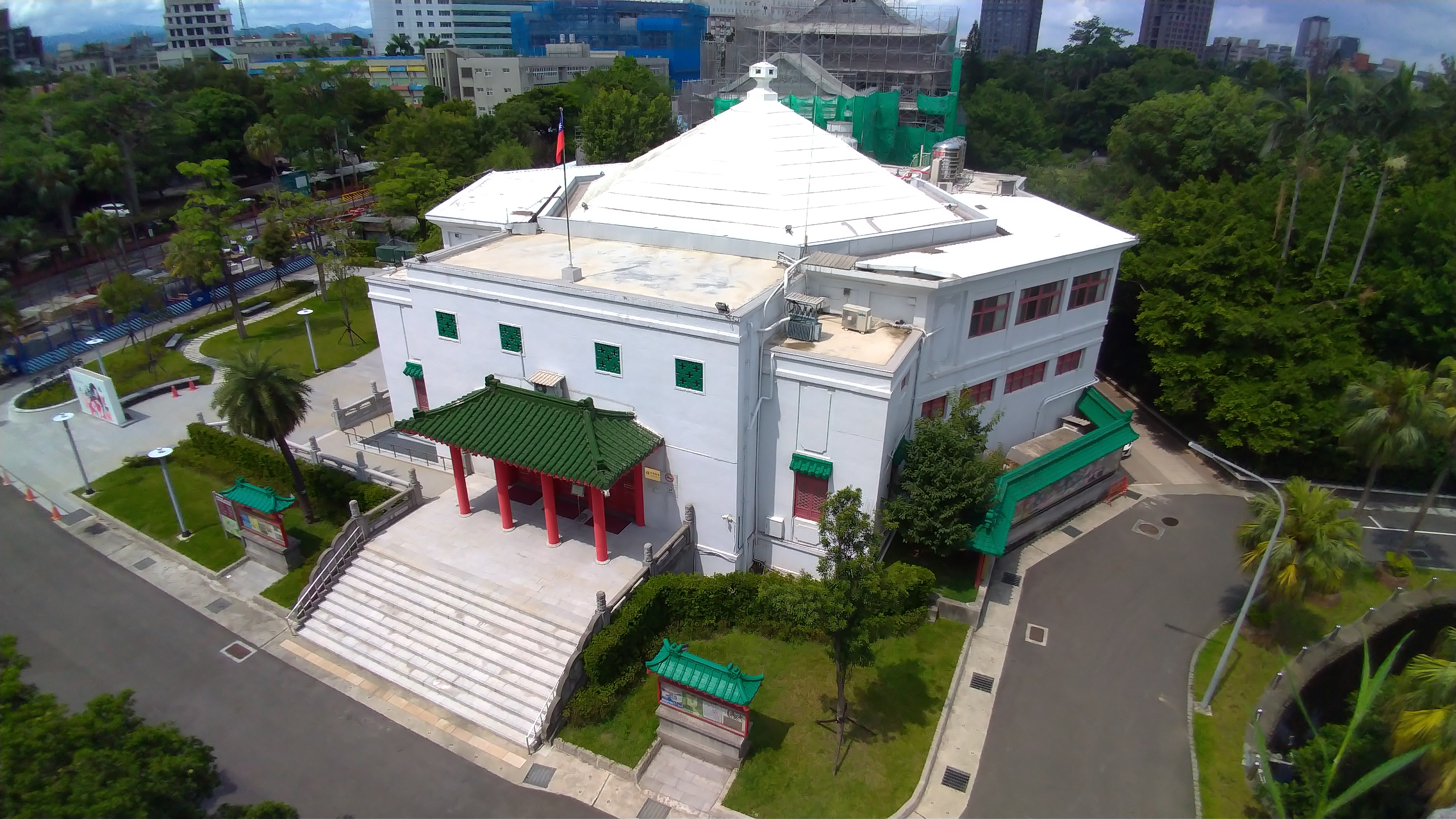
空拍圖

### 南海藝文廣場
南海藝文廣場為一室外開放性劇場，面積約1004平方公尺。

## 舉辦比賽
- 全國學生圖畫書創作獎
- 全國學生音樂比賽
- 全國學生美術比賽
- 全國學生創意戲劇比賽
- 文藝創作獎

## 歷史
- 1956年，教育部於南海學園籌組「國立藝術館」，首任館長為吳寄萍。
- 1957年3月29日，正式成立「國立藝術館」。4月16日邀請鄭曼青舉行國畫展，為首次藝文活動。承辦第四屆全國美展，接續中華民國大陸時期曾舉辦三屆之全國美術展覽會，9月於臺灣省立博物館展出，入選及特約展示作品合計672件，並精選一部分佳作，後在本館繼續陳列一個月。
- 1958年創刊發行《藝術雜誌》。
- 1963年協助國劇欣賞委員會、話劇欣賞委員會成立。
- 1965年協助教育部舉行第一屆國際兒童畫展。
- 1969年6月，主辦全國第一屆大專院校教授美術作品聯展，展期共計233天，觀眾46,600人。
- 1970年3月，舉辦第一屆全國大專院校教授學生工藝雕塑版畫聯合展覽，展出509件。
- 1976年2月，輔導學生組成中華國樂團赴臺灣中南部巡迴公演。
- 1985年10月23日，總統令公布《國立臺灣藝術教育館組織條例》，易名為「國立臺灣藝術教育館」。
- 1988年成立研究發展委員會。
- 1993年11月12日，中正藝廊開幕啟用。
- 1995年建立義工制度，並成立服務發展進步委員會。
- 1996年更新館徽，訂《社區藝文學苑輔導及補助要點》，於嘉義縣設立船仔頭社區藝文學苑。
- 1998年成立新館遷建籌備委員會，計畫遷建高雄市內惟埤文化園區內與高雄市立美術館比鄰；2000年6月宣布暫緩推動遷館計畫[3]。輔導設立臺北縣三峽鎮三角湧、高雄縣美濃鎮、雲林縣褒忠鄉社區藝文學苑，實施期程為兩年。
- 1999年輔導設立馬祖、蘭嶼、新店、新竹縣五峰大隘社區藝文學苑，實施期程為兩年。
- 2001年輔導設立金門縣金寧、台南縣西甲、南投縣埔里及高雄市七賢社區藝文學苑，實施期程為一年。
- 2002年輔導設立台北市中正、南投埔里、苗栗縣公館社區藝術教育學苑。
- 2003年1月，中正藝廊場地歸還國立中正紀念堂管理處。輔導設置台北縣淡水、台北插角、新竹新光、苗栗公館、雲林斗南、高雄中華、屏東內埔、台東縣東城社區藝術教育學苑。
- 2004年設置嘉義中埔、臺東延平、臺中中臺及臺北三峽社區藝術教育學苑。
- 2005年1月，將社區藝術教育學苑更名為「藝術教育學苑」，並首度將設置重點放在視、聽障及客家、原住民文化研習部分執行單位為臺中中臺、臺北文大藝術教育學苑。5月20日「全國藝術教育網」更名為「臺灣藝術教育網」。7月，設置館史室。9月，與國立歷史博物館、國立教育資料館、國立台北教育大學合作設置「藝文產業設計與經營研究所」，於9月份開學，可強化館校之間人才及教學資源之交流及分享。借用國立教育資料館南海學園部分舊址，作為辦公廳舍。
- 2006年3月10日，演藝廳、藝廊、戶外藝廊、戶外舞台正式命名為「南海劇場」、「南海藝廊」、「南海戶外藝廊」、「南海藝文廣場」。9月25日，搬遷至國立教育資料館南海舊址，歸還借用的國立中正紀念堂管理處及國立教育廣播電臺辦公場地。12月20日，南海劇場經台北市政府公告登錄為歷史建築。
- 2007年11月27日，「世界兒童畫典藏室」啟用，中華民國兒童美術教育學會捐贈歷屆世界兒童畫作品16,779幅；南海藝廊小天壇展場同日啟用，首檔展覽為「世界兒童畫精品系列展」。12月，設置藝術教育圖書室。
- 2008年5月，出版《臺灣藝術教育史》研究報告。
- 2010年，出版的《臺灣100．水墨印象》專輯先後榮獲2010德國iF設計獎、2010德國紅點設計大獎及金蝶獎入圍。12月15日，國家教育研究院決議，將原國立教育資料館南海書院房舍土地無償撥用藝教館。
- 2011年6月9日，原國立教育資料館南海書院館舍正式移撥藝教館使用。
- 2013年1月，配合行政院組織改造，降編為四級機關，受教育部指揮監督，《國立臺灣藝術教育館組織規程》於1月1日正式施行，《國立臺灣藝術教育館組織條例》後於隔年完成廢止程序。

## 歷任館長
| 任次 | 姓名   | 就職時間      | 卸任時間                  |
| ---- | ------ | ------------- | ------------------------- |
| 1    | 吳寄萍 | 1957年2月10日 | 1957年7月10日（首任館長） |
| 2    | 盧孰競 | 1957年7月10日 | 1958年8月27日             |
| 3    | 鄧昌國 | 1958年8月27日 | 1962年10月6日             |
| 4    | 王紹清 | 1962年10月6日 | 1969年3月17日             |
| 5    | 馮國光 | 1969年3月17日 | 1982年8月14日             |
| 6    | 紀登斯 | 1982年8月14日 | 1982年9月8日              |
| 7    | 李懷程 | 1982年9月8日  | 1985年8月1日              |
| 8    | 張俊傑 | 1985年8月1日  | 1995年8月7日              |
| 9    | 陳益興 | 1995年8月7日  | 1996年12月8日             |
| 10   | 陳篤正 | 1996年12月9日 | 2004年7月31日             |
| 11   | 吳祖勝 | 2004年8月1日  | 2011年3月1日              |
| 12   | 鄭乃文 | 2011年3月1日  | 2016年9月1日              |
| 13   | 吳津津 | 2016年9月1日  | 2021年8月25日             |
| 14   | 李泊言 | 2021年8月25日 | 現任                      |

## 組織

### 本館
- 館長
  - 秘書

### 內部單位
- 視覺藝術教育組
  - 學校視覺藝術教育之研究、推廣及輔導。
  - 國際兒童視覺藝術教育之徵展、合作、研究及交流。
  - 教育部文藝創作獎之規劃辦理。
  - 藝術教育刊物之出版及推廣。
  - 中小學優良藝術教材教案之徵輯、獎助、研發及推廣。
  - 學校藝術教育資源與珍貴文物之蒐集、整理、研究、維護、建檔、管理及推廣。
  - 志工招募與展覽場地之規劃、管理及運用。
  - 其他有關學校視覺藝術教育事項。
- 表演藝術教育組
  - 藝術教育相關政策及實務發展之獎助研究。
  - 學校音像、數位媒體藝術教育之研究、推廣及輔導。
  - 學校表演藝術教育之研究、推廣及輔導。
  - 全國學生創意偶戲比賽之規劃辦理。
  - 學校藝文教師教學增能之輔導。
  - 教育劇場之實驗及推廣。
  - 演出場地之規劃、管理及使用。
  - 其他有關學校表演藝術教育事項。
- 行政組
  - 總務、出納、文書、印信典守、庶務及財產保管。
  - 不屬其他各組事項。
- 人事管理員
  - 依法辦理人事管理事項
- 主計員
  - 依法辦理歲計、會計及統計事項。

## 建築
臺灣總督府在1911年3月通過陸軍大臣請示天皇：「是否能將開拓台灣有功的台籍死難者牌位迎入在靖國神社內合祭，但被天皇否決」。為此台灣總督府在1928年（昭和3年）於現南海學園內建了「建功神社」來祭祀對台灣有貢獻不分台日的人物。
建功神社主殿目前已改成為國立台灣藝術教育館之南海藝廊展覽室，此處已於2013年6月由台北市政府指定為歷史建築，日治時期的建築只保存了神社的圓頂大廳部分。戰後原本屬於神社的──鳥居、側邊的廊道都被中華民國政府拆除，現存可見的建築式樣是在1960年改建後的樣貌，其中最顯著的是神社本殿圓頂式屋頂被改建成覆黃瓦的圓形攢尖頂，因其樣貌被認為與位於北京天壇的「祈年殿」相類似，故又俗稱為「小天壇」。其後方有一座仿中國宮殿式建築則是在1960年增建的。

## 外部連結
- 國立臺灣藝術教育館—文化部文化資產局 （页面存档备份，存于）
- 國立臺灣藝術教育館 （页面存档备份，存于）（繁體中文）（英文）
- 國立臺灣藝術教育館的Facebook專頁
- YouTube上的國立臺灣藝術教育館頻道